# Hammerwich
Hammerwich – wieś w Anglii, w hrabstwie Staffordshire, w dystrykcie Lichfield. Leży 22 km na południowy wschód od miasta Stafford i 177 km na północny zachód od Londynu. W 2001 miejscowość liczyła 3420 mieszkańców.